# Würfelturbanschnecke
Die Würfelturbanschnecke (Phorcus turbinatus) gehört zur Familie der Kreiselschnecken (Trochidae) innerhalb der Überordnung Vetigastropoda. Die Art ist unter zahlreichen Synonymen bekannt, doch nach neueren molekularen Untersuchungen gehört sie zur Gattung Phorcus und wird seitdem vor allem unter dem entsprechenden Namen geführt. Sie kommt im gesamten Mittelmeerraum sehr häufig vor und ist sogar im Ostatlantik zu finden.
Die Würfelturbanschnecke hat eine kegelförmige, festwandige Schale mit sechs Umgängen. Sie ist ein typischer Vertreter der Gezeitenzone von felsigen Küstengebieten.

## Aussehen und Merkmale

### Schale
Wie alle Kreiselschnecken hat auch Phorcus turbinatus eine kegelförmige Schale, deren Mündung nach innen gezogen ist. Im Vergleich zu anderen Arten der Familie hat sie jedoch eine verstärkt hydrodynamische Schale, welche sich durch ihre schmalere und etwas gedrungenere Kegelform auszeichnet, womit sie eine geringe Angriffsfläche für Wellen und Strömungen bietet. Die Schale nimmt außerdem 80 Prozent des Körpergewichts ein und ist sehr massiv. Dadurch verhindert die schiere Masse der Schale zusätzlich das Fortspülen und schützt vor mechanischen Schäden durch die Brandung.
Die Art hat eine mittelgroße Schale mit sechs Umgängen. Dabei unterscheidet man die oberen Mündungen, welche meist schon etwas zersetzt sind, und die unteren Mündungen mit zahlreichen, abgerundeten Spiralstreifen. Die Umgänge sind außerdem stark gewölbt und die Spindelbasis ist gezähnt und ungenabelt. Die Spindelbasis hat einen höckerigen Zahn und kann grau, gelblich oder grünlich sein und mit zahlreichen rechteckigen, rotbraunen bis violetten Fleckchen bedeckt sein, die manchmal in Bändern zerfließen. Der Deckel ist hornig-spiral und kreisrund. Die Innenseite der Schale ist perlmuttartig und schimmert grünlich.

### Fuß
Der muskulöse Fuß von Phorcus turbinatus macht 15 Prozent des weichen Gewebes aus und hat eine tiefe Längsfurche, welche den Fuß in zwei Hälften durch die ganze Unterseite des Fußes gliedert. Zahlreiche Querkanäle ziehen parallel zueinander vom Rand des Fußes zur Mittelfurche. Außerdem bedecken runde Poren verschiedenen Durchmessers und Tiefe die Unterseite des Fußes. Das allgemeine biologische Prinzip vom Zusammenhang zwischen Struktur und Funktion kommt hier zum Tragen: Die Schnecke kann ihren Fuß durch die Furche zusammenfalten und somit die Form und Größe anpassen. Durch die Kanäle und Poren kann sich der Fuß stark dehnen. Außerdem ist der Wassergehalt im Fuß genau regulierbar, was für das Festhalten am Substrat, aber auch für Bewegungen wichtig ist. Diese Strukturen machen den Fuß sehr elastisch und dies ermöglicht es den Schnecken, flexible Bewegungen auszuführen. Selbst bei starker Brandung bleiben die Schnecken dadurch auf den Steinen haften.

## Verbreitungsgebiet und Lebensraum
Die Schnecke wurde von dem östlichen Mittelmeer (Ägypten, Israel, Libanon) und der Ägäis über den westlichen Mittelmeerraum der Adria und Nordafrika sogar bis zum Ostatlantik bei Portugal und Marokko registriert. Sie kommt regelmäßig und sehr häufig im Mittelmeer an aufgewühlten, strömungsreichen und felsigen Küsten von der Gezeitenzone bis zum flachen Sublitoral vor. In diesem Bereich gibt es regelmäßige Wechsel von Ebbe und Flut, wodurch Umweltfaktoren wie Temperaturschwankungen, niedriger Salzgehalt und Austrocknung einen großen Einfluss haben und damit Anpassungen der Schnecke erfordern. Die Schnecke hält sich auf der Oberfläche größerer Felsen fest oder verkriecht sich in Löchern und Spalten von Felsen. Durch die teilweise geringe Wassertiefe in der Gezeitenzone können die Temperaturschwankungen hoch sein, im Sommer sogar zwischen 22 und 38 Grad. Doch da Phorcus turbinatus ständigem Wellengang und dominanten nördlichen Winden ausgesetzt ist, kann sie sich leicht an kühlere Orte treiben lassen.

## Verhalten
Die Würfelturbanschnecke bleibt während der Ebbe auf ihrem Felsen und frisst weiter. Nur bei großer Hitze oder starken Stürmen suchen die Tiere Zuflucht unter Felsen und in Felsspalten. Bei sehr trockenen Bedingungen kann man gehäuft Ansammlungen von vier bis sieben Tieren entdecken. Dadurch ist die offene Oberfläche jedes Tieres verringert und somit auch der negative Einfluss der hohen Temperatur, was vor Überhitzung schützt. Obwohl die Schnecke normalerweise an Orten mit einer starken Brandung vorkommt, kann sie sehr gut mit Trockenheit umgehen: Sie kann die Stunden der Ebbe überleben, da sie Wasser in ihrer Schalenhöhle und in den Geweben speichern kann. Der hohe Wassergehalt ist wichtig, damit die Schnecke Schleim produzieren kann, welcher sie nicht nur vor Wasserverlust schützt, sondern es ihr auch ermöglicht sich auf dem trockenen Boden zu bewegen. Selbst bei vollkommener Trockenheit ist die Schnecke somit immer noch mobil und kann nach Unterschlupf suchen.
Die Schnecke kann angepasst an ihren Lebensraum sowohl gelösten als auch atmosphärischen Sauerstoff aufnehmen und ihre Absorptionsrate des Sauerstoffs ist sehr hoch. Dennoch ist die Lebenserwartung der Schnecke ohne Wasser stark limitiert. In so einem Ausnahmezustand kurz vor dem Tod zieht die Schnecke ihren Körper komplett in ihre Schale zurück und löst sich von ihrem Substrat. Zudem isoliert sie sich mit einem speziellen Deckel aus Horn. In diesem Zustand kann die Schnecke für eine gewisse Zeit in den anaeroben Zustand wechseln und durch biochemische Anpassungen die Übersäuerung der Zellen verhindern.
Phorcus turbinatus macht wie andere Arten der Trochidae eine Vertikalwanderung innerhalb der litoralen Zone. Die Kurzzeitbewegungen von der Würfelturbanschnecke wurden untersucht und der Einfluss von Licht und Schwerkraft auf diese Bewegungen getestet. Wenn die Schnecken Dunkelheit ausgesetzt waren, bewegten sie sich leicht nach oben und leicht nach unten, wenn sie Licht ausgesetzt waren. Wenn das Licht statt oben unten am Becken angebracht wurde, bewegten sich die Schnecken wieder nach oben. Das weist darauf hin, dass Licht in der Würfelturban-Schnecke eine negative Phototaxis hervorruft; die Tiere bewegen sich vom Licht weg. Außerdem bewirkt die Dunkelheit unter natürlichen Bedingungen eine negative Geotaxis der Schnecken. Das erklärt das Hochwandern, da die Tiere sich entgegengesetzt der Schwerkraft bewegen.

## Ernährung
Phorcus turbinatus ernährt sich herbivor, hauptsächlich von Kieselalgen, einzelligen Algen und organischen Abfallstoffen. Dazu schabt sie Felsen und Steine ab. Durch ihre Raspelzunge, die Radula, ist die Schnecke perfekt an diese Art der Nahrungsaufnahme angepasst. Die Länge der Radula macht 70 Prozent der Schalenhöhe aus und ihr Gewicht macht ein Fünftel des Mantelgewichts aus.
Die Gegenwart von Hämoglobin im Gewebe der Radula ist eine wichtige biochemische Anpassung, um in der Gezeitenzone fressen zu können. Die intensivste Rotfärbung durch dieses Protein findet man in den Muskeln der Radula. Sie sind die Aktivsten bei der Nahrungsverarbeitung und benötigen den meisten Sauerstoff. Dieser Bedarf wird durch Myoglobin gedeckt, welches eine hohe Affinität zu Sauerstoff hat. Wenn Ebbe herrscht, wird das Myoglobin im Gewebe der Radula akkumuliert, sodass neben der Sauerstoffbindung durch das Hämoglobin noch zusätzlicher Sauerstoff aufgenommen werden kann. Dadurch können die Tiere sogar in der totalen Abwesenheit von Wasser problemlos fressen, weil ihre Muskeln genügend Sauerstoff zur Verfügung haben.

## Fortpflanzung
Die Schneckenart ist getrenntgeschlechtlich und die Tiere laichen das ganze Jahr über. Die Spermien und viele kleine Eier werden ins freie Meerwasser abgegeben und es findet eine äußere Befruchtung statt, wenn sich die Gameten zufällig treffen. Es schlüpft eine freischwimmende planktische Larve, die sogenannte Veligerlarve, die sich zunächst noch zur erwachsenen Schnecke entwickeln muss.

## Nutzung und Gefährdung
Phorcus turbinatus eignet sich gut, um Biomonitoring zu betreiben, da sie in so großem Mengen im ganzen Mittelmeerraum während des ganzen Jahres vorkommt. Dabei dient Phorcus turbinatus als Bioindikator, um Schwermetalle nachzuweisen. Schwermetalle werden normalerweise in geringen Mengen auf natürliche Weise vom Boden und Felsen ins Wasser ausgewaschen. Doch durch die Entwicklungen in der Industrie und der Landwirtschaft kommt es zu einem schnellen Anstieg der Umweltverschmutzung durch Metalle. Im Wasser sind das vor allem Quecksilber, Kupfer, Zink, Blei, Chrom und Nickel. Sie gelangen in großen Mengen als industrieller Abfall und über ausgewaschenen Dünger ins Meer. Algen nehmen die Schwermetalle in ihre Blätter auf und akkumulieren sie. Als Folge werden die Schwermetalle als Futter indirekt von den Schnecken aufgenommen, welche diese dann auch in ihrem Körper akkumulieren. Will man untersuchen, wie hoch die Belastung durch Schwermetalle in einem bestimmten Gebiet ist, kann die Konzentration der Metalle zum Beispiel aus den Geweben von Phorcus turbinatus über optische Atomemissionsspektrometrie (ICP-AES) bestimmt werden. Die Daten, die dadurch erworben werden helfen, den zukünftigen Einfluss von der Konzentration von Schwermetallen auf das Mittelmeer abzuschätzen.
Der Einfluss von Schwermetallen auf Phorcus turbinatus und ihre Lebensfunktionen wurde zum Beispiel mit Kupfer und Chrom einzeln und in Kombination untersucht. Wenn die Schnecke Kupfer in mehreren verschiedenen Konzentrationen ausgesetzt war, wurde eine verringerte Respirationsrate im Vergleich zur Kontrollgruppe in natürlichem Meerwasser gemessen. Die Respirationsrate ist ein wichtiger Indikator für den Stoffwechsel und das allgemeine Wohlbefinden der Tiere. Die Anhäufung von Kupfer im Gewebe war größer, je länger die Schnecke dem Kupfer ausgesetzt war. Interessanterweise häuft die Würfelturbanschnecke mehr Kupfer an, wenn sie nur dem Kupfer ausgesetzt ist, als wenn sie der gleichen Konzentration Kupfer gemixt mit Chrom ausgesetzt ist. Dies deutet auf eine Konkurrenz der beiden Metalle hin. Da schon bei sehr geringen Kupfer-Konzentrationen eine veränderte Respirationsrate zu beobachten war, hat bereits eine geringe Verschmutzung Auswirkungen auf die Tiere.